# Kisangani universitet
Kisangani universitet ligger i staden Kisangani i Kongo-Kinshasa. Det stiftades 1963 av protestantiska missionärer som université libre du Congo. Universitet fusionerades in i université nationale du Zaïre 1971, men separerades 1981 ut från detta, tillsammans med Kinshasa universitet och Lubumbashi universitet.